# Leo Igwe
Leo Igwe (* 26. července 1970) je nigerijský obhájce lidských práv a humanista. Igwe je doktorem filozofie, bývalým zástupcem Mezinárodní humanistické a etické unie pro západní a jižní Afriku (IHEU) a specializuje se na kampaně proti obviněním dětí z čarodějnictví a jejich dokumentování. Igweho obhajoba lidských práv ho přivedla do konfliktu s vysoce postavenými lidmi věřícími v čarodějnictví, jako je Liberty Foundation Gospel Ministries, kvůli jeho kritice toho, co popisuje jako jejich roli v násilí na dětech a jejich opuštění rodinou, které jsou někdy důsledkem z obvinění z čarodějnictví.
Igwe byl jmenován výzkumným pracovníkem James Randi Educational Foundation (JREF), kde pokračuje ve své práci, jejímž cílem je reagovat na to, co považuje za škodlivé dopady pověr, a rozvíjet skepticismus v celé Africe a na celém světě. V roce 2014 byl Igwe zvolen laureátem International Academy of Humanism a v roce 2017 obdržel cenu za zásluhy o humanismus od IHEU. Zastával vedoucí funkce v Nigerijském humanistickém hnutí, Atheist Alliance International a Center For Inquiry – Nigeria.
Igweho terénní práce v oblasti lidských práv v Nigérii vedla několikrát k jeho zatčení.

## Biografie

### Mládí
Leo Igwe vyrůstal v jihovýchodní Nigérii a podle rozhovoru v Gold Coast Bulletin popisuje svou domácnost jako přísně katolickou uprostřed „velice pověrčivé komunity“.
Ve dvanácti letech vstoupil do semináře a začal studovat na katolického kněze.
„V semináři,“ řekl v pozdějším rozhovoru pro European Skeptics Podcast, „prosazují svou křesťanskou katolickou nauku a tato víra zpochybňuje tradiční víru“. Tato „zvláštní směs kmenového a fundamentalistického křesťanství“ ho vedla k období hledání a vnitřních konfliktů. „Když jsem se začal ptát, zjistil jsem, že ať už jde o křesťanství, nebo o tradiční magii, jde o pověry, o pověsti, o to, že si lidé vymýšlejí. Všechno je to o tom, že lidé šíří víru bez důkazů.“ Ve svých 24 letech Leo Igwe odešel ze semináře a přestěhoval se do Ibadanu.

### Vzdělání
V letech 1982 – 1987 studoval v semináři St. Peter Claver Seminary Okpalaa a následně v Mater Ecclesiae Seminary Nguru.
V roce 1992 dokončil studium filosofie na Seat of Wisdom Seminary Owerri v Nigérii.
Titul bakalář filozofie a Master of Art získal roku 2005 na University of Calabar.
Roku 2017 získal doktorát na Mezinárodní škole afrických studií na univerzitě v Bayreuthu v Německu, kde je Igwe uveden jako juniorský stipendista. Doktorát obhájil projektem případové studie obvinění z čarodějnictví v severní Ghaně.
Leo Igwe byl hostujícím profesorem v zimním semestru 2018/2019 na Katolické univerzitě aplikovaných věd v Mnichově v Německu.

## Lidskoprávní aktivismus

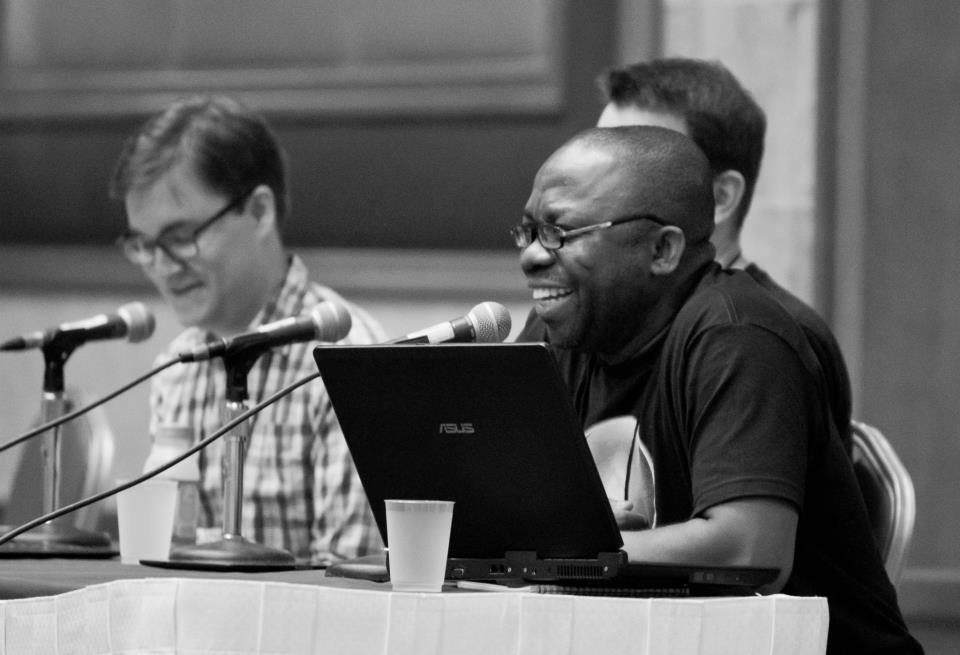
Leo Igwe, The Amaz!ng Meeting

Igweho humanistické aktivity ovlivnily spisy Paula Kurtze, které četl v časopisech, které vydával Center for Inquiry.
V článku časopisu Free Inquiry z podzimu 2000 Leo Igwe vyjmenoval různé způsoby, jakými náboženští extremisté v Nigérii kooptovali místní vládu a využívali ji k prosazování náboženských zákonů, což bránilo dodržování lidských práv v těchto oblastech.
V roce 2009 Igwe zastupoval Mezinárodní humanistickou a etickou unii v Africké komisi pro lidská práva a práva národů v Banjulu v Gambii, kde jménem IHEU vystupoval proti diskriminaci na základě kast v Africe. Ve svém projevu Igwe upozornil na diskriminaci Osuů, skupiny lidí, kterou někteří vnímají jako nižší třídu a která podle Igweho „nadále trpí diskriminací a ponižováním, zejména v oblasti manželství a rodiny, práva vlastnit majetek a dědit ho, v přístupu k půdě, politických práv a zastoupení, vzdělání, rozvoje, infrastruktury a distribuce základního vybavení“.
Loe Igwe je otevřeným stoupencem organizace Kampaň za zřízení Parlamentního shromáždění OSN (CUNPA), která vede kampaň za demokratickou reformu OSN. Při diskusi o této záležitosti Igwe tvrdil, že „OSN je třeba vrátit těm, kterým skutečně patří – lidem světa“.

### Ochrana obviněných z „čarodějnictví“
Počátkem 21. století pomohl manželskému páru obviněnému z čarodějnictví ve státě Imo a s pomocí peněz od nevládní organizace Earthward obětem nahradil vzniklé majetkové škody.
V roce 2004 napsal, že v jeho zemi, Nigérii, současná víra v čarodějnictví vede k rituálnímu zabíjení a lidským obětem, a poznamenal, že o ženách a dětech se častěji říká, že mají nebo praktikují „negativní“ čarodějnické schopnosti, zatímco muži jsou častěji zobrazováni jako ti, kteří mají neškodné čarodějnické schopnosti.
Igwe vystupuje proti útokům na údajné čarodějnice v Malawi. Podle něj případy takových útoků z prosince 2019 a ledna 2020 „... obsahovaly zárodky účinné propagace proti pronásledování čarodějnic v Malawi. Především je naléhavě nutné, aby se obhájci údajných čarodějnic v celé zemi zviditelnili a stali se aktivnějšími“. Navrhuje, aby kromě rozsáhlé osvěty o skutečných příčinách neštěstí „byly zavedeny přísné tresty, včetně suspendace a zkrácené výpovědi pro vedoucího každé vesnice, resp. okresu, kde byla údajná čarodějnice napadena nebo zabita“.
V roce 2008 se v dokumentárním filmu BBC s názvem Saving Africa's Witch Children objevil Igwe, neboť jednou z hlavních protagonistek byla „lovkyně čarodějnic Helen Ukpabio“. Dokument podrobně popisoval „strašné zločiny páchané na dětech obviněných z čarodějnictví“ a v roce 2010 měl premiéru jako celovečerní film HBO. Film také sleduje úsilí Sama Itaumy, lidskoprávního aktivisty a zakladatele organizace Child Rights and Rehabilitation Network (CRARN), která nabízí útočiště a ochranu dětem, jež byly zneužity nebo opuštěny, a Garyho Foxcrofta, který založil Stepping Stones Nigeria, charitativní organizaci registrovanou ve Velké Británii.
Roku 2019 Igwe založil organizaci Advocacy for Alleged Witches (Obhajoba domnělých čarodějnic) (AfAW), jejímž cílem je „pomocí soucitu, rozumu a vědy zachránit životy lidí postižených pověrami“. Tento projekt získal grant od Humanists International.
Po omluvě Skotské církve za hony na čarodějnice v květnu 2022 vyzval Igwe k podobnému kroku i africké církve, které označil za „hlavní hybatele a strůjce obvinění z čarodějnictví a pronásledování čarodějnic. ... Násilné vymítání čarodějnictví je v mnoha církvích každodenní činností. Tyto církve, včetně Liberty Gospel Church, Mountain of Fire and Ministry a Living Faith Church, se zabývají vyhledáváním, identifikací a vymítáním čarodějnic v rámci každodenní evangelizace.“
Na problematiku upozorňuje i na sociálních sítích.

#### Liberty Gospel Church
Igweho aktivita proti obviňování z čarodějnictví zahrnovala lobbování za prosazení zákona, který v Nigérii zakazuje obviňování dětí z čarodějnictví, což vedlo ke konfliktu s letniční skupinou Liberty Foundation Gospel Ministries a zejména s pastorkou Helen Ukpabio, která byla podle článku v New York Times kritizována Igwem a dalšími za to, že její učení „přispělo k mučení nebo opuštění tisíců nigerijských dětí – včetně kojenců a batolat – podezřelých z čarodějnictví“.
Dne 29. července 2009 měl Igwe vystoupit na shromáždění v nigerijském Kalabaru, kde by „odsoudil opouštění, mučení a zabíjení dětí, o nichž se tvrdí, že jsou čarodějnice.“ Když se chystal přednést svůj projev, vtrhlo na shromáždění více než 150 členů církve Liberty Gospel Church a napadli Igweho, kterého „zbili a okradli, zbavili ho fotoaparátu, peněz a mobilního telefonu, načež se mu podařilo utéct na nedalekou policejní stanici a vyhledat pomoc.“ Část incidentu byla zachycena na film.
Po útoku zažalovala vedoucí církve Liberty Gospel Church, pastorka Helen Ukpabio, vládu státu a také několik kritiků včetně Igweho, a požadovala 2 miliardy nair (asi 13 milionů USD, 2010) a „příkaz k trvalému zákazu“, který by omezil projevy kritiků v další kritice její práce. Žalobu Ukpabiové později zamítl soudce P. J. Nneke u Federálního nejvyššího soudu v Kalabaru.
V reakci na kritiku Igweho a dalších aktivistů Ukpabiová řekla reportérovi deníku The New York Times Marku Oppenheimerovi, že „její filmová vyobrazení posedlých dětí, které se za svitu měsíce shromažďují, aby požíraly lidské maso“ (jak je lze vidět v jejím filmu Konec zla) neměla být brána doslova, a uvedla, že podle Oppenheimera dokumentární film BBC Saving Africa's Children „přehání nebo si vymýšlí problém opuštěných dětí.“ Podle Oppenheimera „na otázku, jak si může být tak jistá, odpověděla: protože jsem Afričanka! V Africe jsou podle ní rodinné vazby příliš silné na to, aby se dítě ocitlo na ulici“.
Helen Ukpabio v červenci 2020 Igwemu hrozila žalobou za údajné pomluvy. Právníci Ukpabiové obvinili Lea Iqweho z předpojatých výroků, které měly dopad na její společenské a ekonomické postavení. Požadovali, aby Igwe stáhl všechny články které považovali za hanlivé, zveřejnil omluvu ve všech médiích, v nichž byly jeho texty publikovány, a zaplatil 20 000 000 000 nair (přibližně 1,2 miliardy korun) jako odškodné. Neexistují žádné důkazy, které by Igweho spojovaly s urážlivými články uvedenými v dopise, a Igwe jakoukoli souvislost s nimi popírá.

### Fyzické útoky a zastrašování
Podle sdělení Evropské humanistické federace (EHF) vtrhli v roce 2010 „na základě smyšleného obvinění z vraždy“ do Igweho domu vojáci a policisté. Obvinění měl vznést muž, jehož se Igwe pokusil stíhat za údajné sexuální zločiny spáchané v roce 2006 na desetileté dívce. Podle zprávy byl Igwe od zahájení práce na případu znásilnění třikrát zatčen v důsledku údajně zlovolných petic, což přimělo Davida Pollocka z EHF, aby Igweho jménem napsal dopis tehdejšímu viceprezidentovi Nigérie Goodluckovi Jonathanovi.
Podle EHF došlo později v srpnu 2010 k přepadení Igweho domu a rodiny, kdy dva neznámí muži napadli Igweho otce, zavázali mu oči a způsobili mu rozsáhlá „zranění v obličeji a na hlavě“, a v důsledku toho muselo být Igwemu staršímu chirurgicky odstraněno oko. Poté, co policie údajně odmítla zahájit vyšetřování, se případu ujala Amnesty International.
11. ledna 2011 byl Igwe při pokusu o záchranu dvou dětí, které se staly obětí obvinění z čarodějnictví ve státě Akwa Ibom na jihu Nigérie, „uvězněn a zbit policií“, což byla podle Sahara Reporters snaha guvernéra státu Godswilla Akpabia začít „potírat aktivisty, kteří se podílejí na záchraně dětí obviněných z čarodějnictví.“ Podle Garyho Foxcrofta z organizace Stepping Stones Nigeria byl Igwe později propuštěn bez obvinění.

## Skepticismus

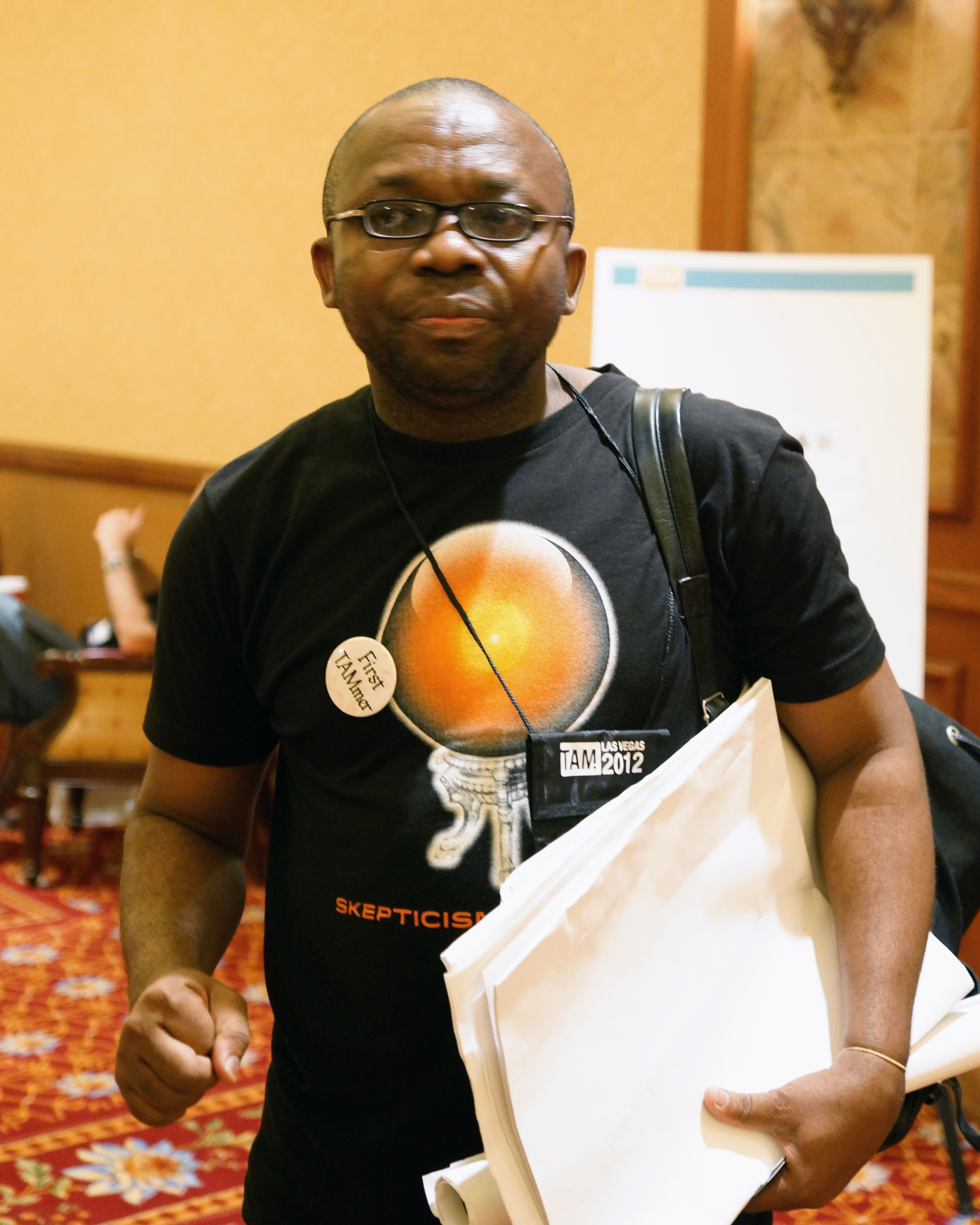
Leo Igwe, The Amaz!ng Meeting

Kromě založení Nigerijského humanistického hnutí byl Igwe také hlavním organizátorem a přednášejícím na první mezinárodní humanistické konferenci v subsaharské Africe v roce 2007.
Leo Igwe také působil v představenstvu Atheist Alliance International, kde zprostředkoval spolupráci mezi AAI a Nigerijským humanistickým hnutím, díky čemuž NHM získalo jak mezinárodní Freidenkerovu cenu AAI, tak cenu AAI za komunitní spolupráci.[zdroj?]
V červnu 2009 poskytl Igwe jako ředitel Center For Inquiry – Nigeria rozhovor pro BBC World Service o snaze tohoto centra zvýšit povědomí o násilí a zanedbávání, které je důsledkem víry v čarodějnictví, a to jak ve jménu jeho praktikování, tak v důsledku strachu z magie.
V roce 2012 napsal Igwe Manifest pro skeptickou Afriku, který získal podporu mnoha veřejných aktivistů v Africe i skeptických podporovatelů po celém světě.
Na Sixth World Skeptics Congress (18.–20. května 2012) v Berlíně Igwe uvedl prezentaci s názornými popisky soudních procesů, kterým on a mnozí jeho příznivci čelili v Africe, když protestovali proti pronásledování a zabíjení dětí a menšin, a proti selhání orgánů činných v trestním řízení a náboženských vůdců, kteří by se těmto zvěrstvům postavili.
12. července 2012 se Igwe zúčastnil panelové diskuse na konferenci The Amaz!ng Meeting (TAM) s názvem „From Witch-burning to God-men: Supporting Skepticism Around the World.“ Igweho prezentace se zabývala otázkou chudoby, která je příčinou nabídky i poptávky po samozvaných exorcistech, kteří pak kořistí na zoufalých komunitách, a která vede k opouštění nebo zanedbávání dětí. S panelistou Eranem Segevem (tehdejším prezidentem Australian Skeptics) a moderátorem Brianem Thompsonem (Outreach Director, JREF) Igwe diskutoval o svém úsilí v oblasti obhajoby lidských práv a škodlivých účincích pověr a obviňování z čarodějnictví v Nigérii, Ghaně a Malawi.
V říjnu 2012 byl Igwe jmenován výzkumným pracovníkem James Randi Educational Foundation (JREF), skeptické neziskové organizace založené kouzelníkem a skeptikem Jamesem Randim. Randi o tomto jmenování řekl: „My v JREF jsme hrdí na to, že můžeme spolupracovat s panem Leo Igwem v boji proti smrtelně nebezpečným dezinformacím v Africe a na celém světě.“ Dodal, že poslání JREF „dokonale zapadá do velmi důležité práce pana Igweho“.
V roce 2013 na setkání London Black Atheists Igwe přednesl projev nazvaný „Prolomení tabu ateismu v černošských komunitách“, v němž řekl: „Bůh se neobjevil! Černoši by se měli ozvat, protože náboženskými excesy trpíme nejvíce“.
V roce 2017 se Igwe zúčastnil sedmnáctého European Skeptics Congress (ESC). Zde hovořil na téma vědy a náboženství. Zúčastnil se panelové diskuse s Petrem Janem Vinšem, knězem starokatolické církve, který hovořil o vnášení více kritického myšlení do náboženství. Igwe byl „přísně zdvořilý se svými poznámkami o tom, že nemá mluvit k věřícím lidem a přijmout vědu“.
Ve své přednášce o humanismu v roce 2017 se Igwe svěřil, jak ho příklad tvrdé práce jeho rodičů inspiroval k přijetí filozofie, která v přístupu k problémům, jako je chudoba, nemoci a pověry, zdůrazňuje lidskou aktivitu. „V některých případech žene náboženství mnoho Afričanů k neobyčejným činům: k útokům na jiné lidské bytosti, k rituálním vraždám zaměřeným na ty, kdo žijí s albinismem, na ty, kdo mají hrb, a jak jsem se nedávno dozvěděl, na ty, kdo mají pleš. V Africe je rozšířená pověrčivost. Tolik lidí věří v čarodějnictví, tedy v něco, co nemá žádný rozumový ani vědecký základ. Přesto jsou údajné čarodějnice, obvykle ženy, děti a starší osoby, stále běžně napadány, vyháněny a zabíjeny. A já jsem si za součást svého životního poslání stanovil skoncovat s obviňováním z čarodějnictví a pronásledováním čarodějnic v Africe.“

### Čarodějnické testy
Na konferenci JREF The Amaz!ng Meeting (TAM) v červenci 2013 Igwe vystoupil na panelu „Podpora skepticismu po celém světě“. Během účasti na konferenci poskytl Igwe rozhovor Christopheru Brownovi z podcastu Meet the Skeptics, během něhož Igwe popsal tři testy používané k určení, zda je člověk „vinen“ praktikováním čarodějnictví. Každý ze tří testů je silně zaujatý proti obviněnému a zahrnuje užití náhodnosti přírody (kuřata nebo krokodýli) nebo fyzikálních zákonů (košťata).
Test se slepicemi spočívá v tom, že testovaný poskytne věštci několik slepic. Věštec kuřatům obřadně usekne hlavu a sleduje, jak zabitá kuřata padají. Pokud dopadnou „tváří“ směrem k nebi, je podezřelý nevinný; pokud však dopadnou směrem k zemi, je obviněný vinen.
Krokodýlí test je jednoduchý a obviněný je vhozen do řeky, ve které žijí krokodýli. Pokud je podezřelý napaden a sežrán, byl vinen. Tento test se již údajně nepoužívá. Igwe má podezření, že to může být způsobeno nadměrným lovem krokodýlů v místech, kde se testy prováděly.
Test s koštětem využívá fyzikálních zákonů k tomu, aby obviněného výrazně znevýhodnil. Podezřelý sedí na malém sedátku, které poskytuje jen velmi malou oporu nebo rovnováhu. Po několika rituálních úkonech jsou štětinaté konce dvou košťat přitlačeny k přední části krku podezřelého. Pokud se košťata oddělí, nebo spíše pokud je potenciální čarodějnice schopna zůstat vzpřímená, je podezřelý nevinný. Pokud se košťata neoddělí a obviněný je odstrčen ze sedu, je podezřelý vinen.

### iDoubt
Igwe v článku pro Committee for Skeptical Inquiry popsal metodu kritického myšlení, kterou nazývá „iDoubt“.
iDoubt je způsob, jak kategorizovat a pečlivě zkoumat informace, než je přijmeme jako fakt.
Igwe vyjmenovává pět pochybností:
- Individuální pochybnost – označuje osobní otázky člověka založené na jeho zkušenostech s daným tématem
- Inspirující pochybnost – se týká pochvaly tomu, kdo používá kritické myšlení a vyjadřuje pochybnosti namísto volného přijímání informací jako faktů
- Vštěpující pochybnost – zdůrazňuje, že ačkoli mnoho lidí pochybuje přirozeně, kritickému myšlení je třeba se učit, nejlépe od útlého věku
- Informovat o pochybnostech – označuje potřebu vyjadřovat své kritické myšlenky, abychom je šířili a povzbuzovali ostatní k témuž
- Pochybnosti na internetu – ukazují způsob, jak podněcovat další kritické myšlení kladením otázek a přijímáním dalších otázek v reakci na ně[41].

### Workshopy kritického myšlení
Leo Igwe vytvořil učební pomůcky pro pedagogy i žáky základních škol s tematikou kritické myšlení.

23. června 2021 uspořádal první workshop na základní škole Funmade Nursery and primary school ve státě Oyo v jihozápadní Nigérii. 1. července 2021 před 50 učiteli státních škol v nigerijské samosprávě Ibadan přednesl argumenty pro kritické myšlení na základních školách. Jednalo se o první školení učitelů o kritickém myšlení pro základní školy v tomto státě.

Podle Igweho africký školský systém potřebuje změnu paradigmatu a radikální změnu kultury učení a vzdělávání žáků. Výuka kritického myšlení má podle něj podnítit tuto změnu a podnítit intelektuální probuzení a renesanci škol.

## Ex-cellence Project
V roce 2022 Igwe založil iniciativu, která poskytuje sociální a psychologickou podporu bývalým duchovním bez náboženského vyznání v Africe. Igwe Ex-cellence Project založil s cílem napravit mylné představy o odchodu z náboženství a rezignaci na duchovenskou práci. Má pomoci vést šťastný a smysluplný život mimo náboženství a klerikalismus a poskytnout útočiště těm, kteří jsou fyzicky a psychicky týráni. Cílem projektu je poskytovat poradenské a terapeutické programy a pocit společenství a sounáležitosti členům, ať už se jedná o bývalé kněze, rabíny, imámy, pastory, evangelisty, apoštoly, novicky, jáhny, jeptišky, mnichy, sestry nebo poustevníky.

## Ocenění
- Igweho role koordinátora Nigerijského humanistického hnutí vedla k tomu, že mu byla udělena Freidenker Award za mimořádný přínos světovému ateismu během sjezdu Stars of Freethought 2005, který pořádaly organizace Atheist Alliance International a Atheists United.[48]
- 11. února 2014 byl Igwe zvolen laureátem Mezinárodní akademie humanismu.[49]
- V roce 2017 mu valné shromáždění IHEU udělilo cenu za zásluhy o humanismus. Při převzetí ceny ji Igwe věnoval „všem ohroženým humanistům na celém světě“.[50]